# Eldorado (film fra 1981)
 For alternative betydninger, se Eldorado (flertydig). (Se også artikler, som begynder med Eldorado)
Eldorado er en dansk dokumentarfilm fra 1981 instrueret af Peter Elsass efter eget manuskript.
Filmen supplerer Elsass' film fra samme år, Mit Danmark er ikke dit Danmark om danske udvandrere til Argentina.

## Handling
Danske arbejdsgivere i Argentina, Ecuador og Venezuela fremviser deres fabrikker, deres hjem og de steder, hvor indianerne bor. Filmen fortæller, hvordan den billige og dårligt organiserede arbejdskraft gør Latinamerika til et Eldorado for den foretagsomme forretningsmand. Men den handler også om dansk kultur, om hvorfor danskerne drog ud, og hvordan drømmen opstod om at finde lykken i det fremmede. Danskerne udtaler sig forskelligt alt efter det tidspunkt, de er udvandret på. Den ældste emigrant udvandrede omkring 1908. Han sidder i dag midt ude i junglen i sit usle hus og ejer intet. Den sidst ankomne emigrant står i Country clubben i Caracas. Han er ude for at samle erfaringer til sit firma. Han har penge på lommen og en god uddannelse.